# Großsteingrab Klein Ammensleben
Das Großsteingrab Klein Ammensleben war eine mögliche megalithische jungsteinzeitliche Grabanlage bei Klein Ammensleben, einem Ortsteil der Einheitsgemeinde Niedere Börde im Landkreis Börde, Sachsen-Anhalt. Es wurde wohl spätestens im 19. Jahrhundert zerstört. Eine Beschreibung der Anlage liegt nicht vor, ihre mögliche Existenz ist nur durch die Bezeichnung „der Hühnenkeller“ auf einem historischen Messtischblatt belegt.